# Rudolf Carnap
Rudolf Carnap (Ronsdorf, 1891. — Santa Monica, 1970.) bio je njemački filozof i logičar. Carnap je bio istaknuta figura u okvirima 
logičkog pozitivizma, naročito unutar Bečkog kruga. Napustio je Njemačku 1935. i emigrirao u SAD zbog neslaganja s nacističkim  idejama. 
Nadahnut Bertrand Russellovim logičkim konstrukcijama, Carnap je napisao 1928. Der logische Aufbau der Welt (Logička struktura Svijeta). Carnap argumentira, pod utjecajem tzv. "Gestalt psihologije", da trenutna iskustva tvore cjelinu sastavljenu od različitih primljenih percepcija, nešto što on naziva elementarnim iskustvima. Ako netko npr. gleda sliku, ta osoba ne vidi samo sliku, već osjeća i vlastitu težinu, čuje okolne zvukove i osjeća toplinu. Ova cjelina tvori jedno elementarno iskustvo. Do različitih dijelova cjelokupnog događaja ne može se doći raslojavanjem događaja na pojedina iskustva već se to radi poređenjem elementarnih iskustava (kvazianaliza).
U kvazianalizi dolazi se do sličnih sjećanja kada se otkrije koji odnos postoji između dva elementrana iskustva. Čovjek na taj način sortira elementarna iskustva u srodne krugove. Svi pojmovi, prema Carnapu, mogu se definirati uz pomoć sličnih sjećanja.